# Erich Elingius
Erich Elingius (* 5. Mai 1879 in Hamburg; † 28. März 1948 ebenda) war ein deutscher Architekt.

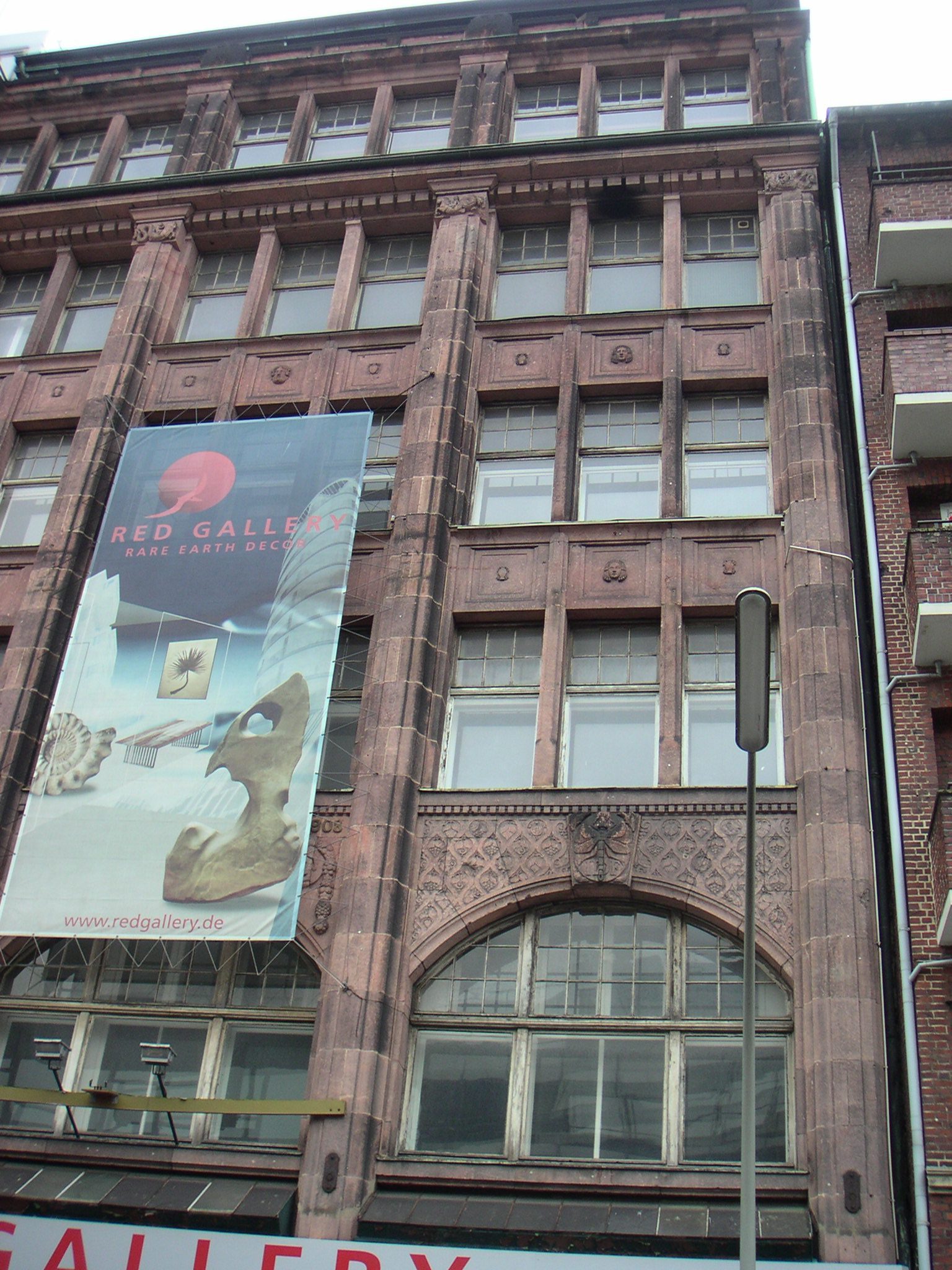
Kontorhaus Rödingsmarkt 19 (1908)

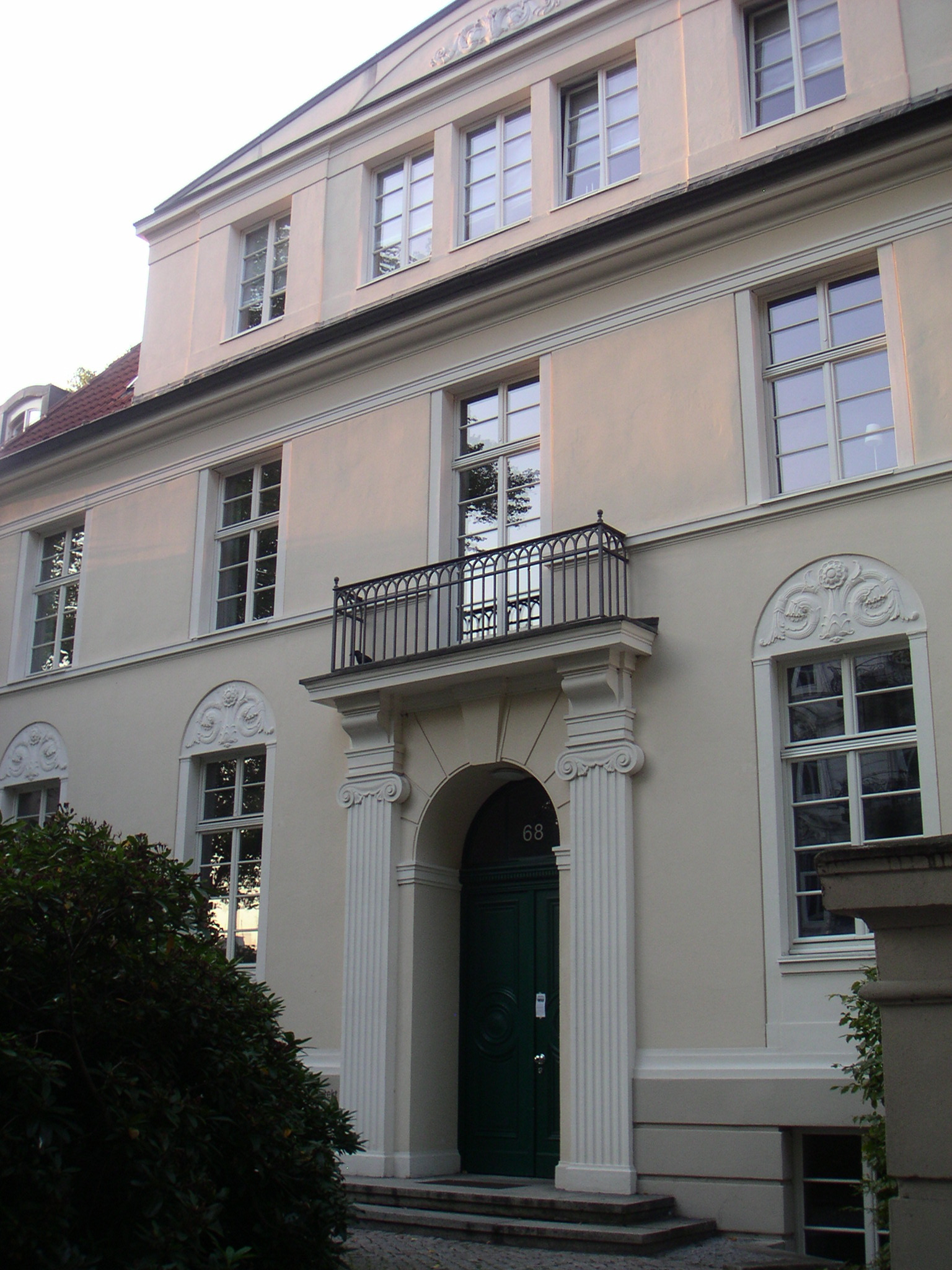
Privatklinik Dr. A. Calmann (1917), Johnsallee 68

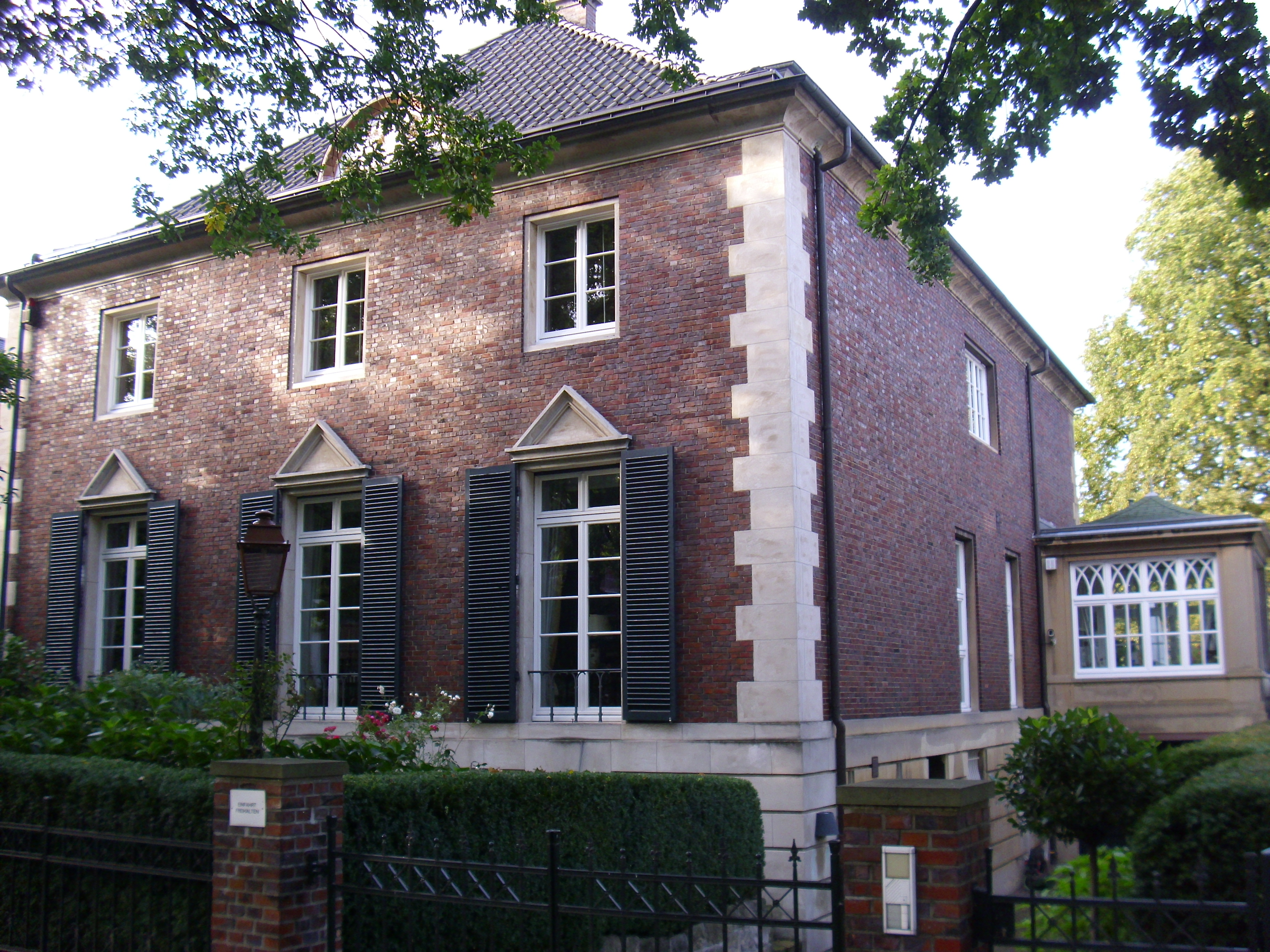
Haus Strassburger (1923)

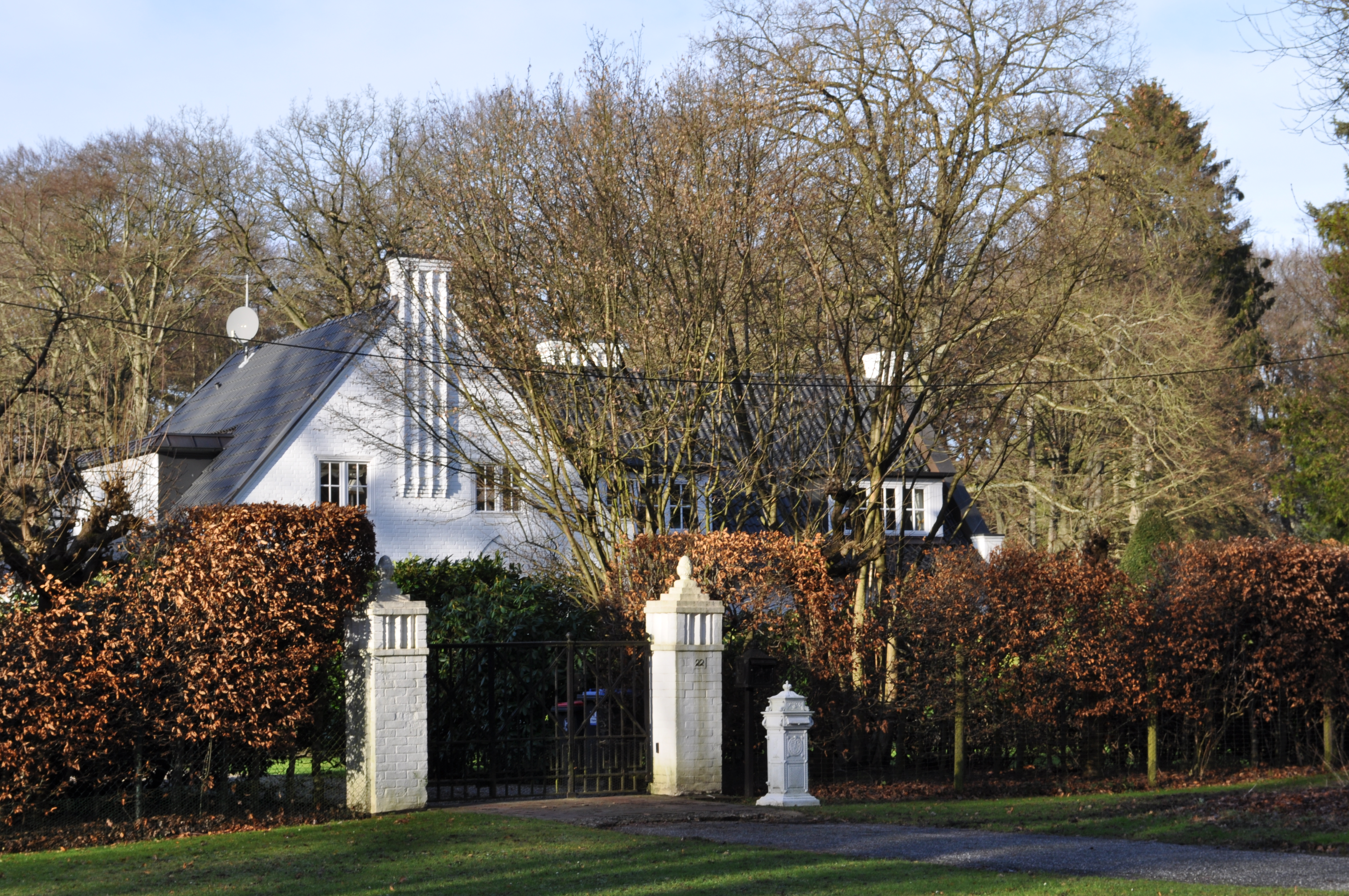
Wohnhaus Haselknick 22 (1925)

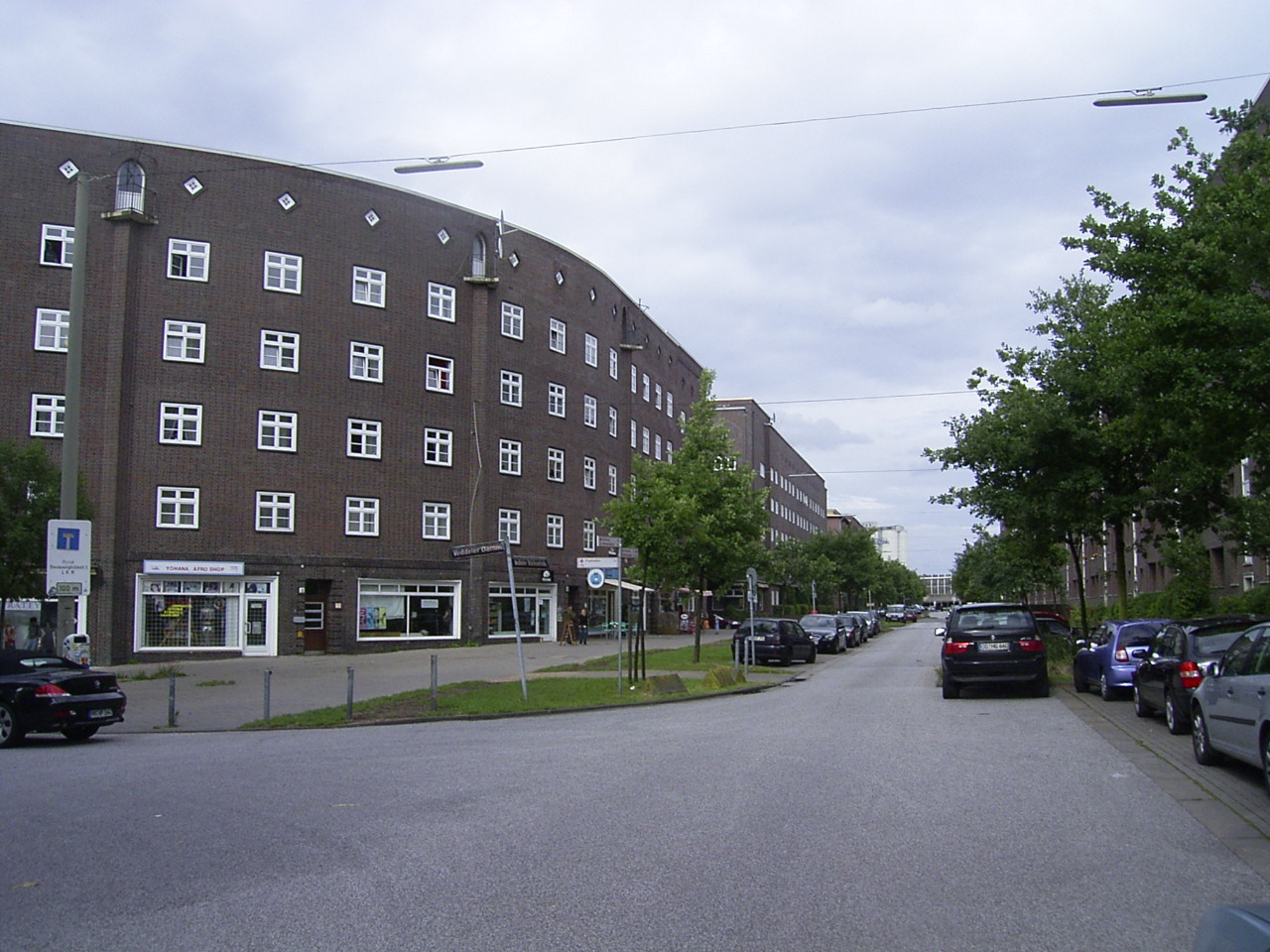
Wohnblock Veddeler Brückenstraße in Hamburg-Veddel (1926/27)

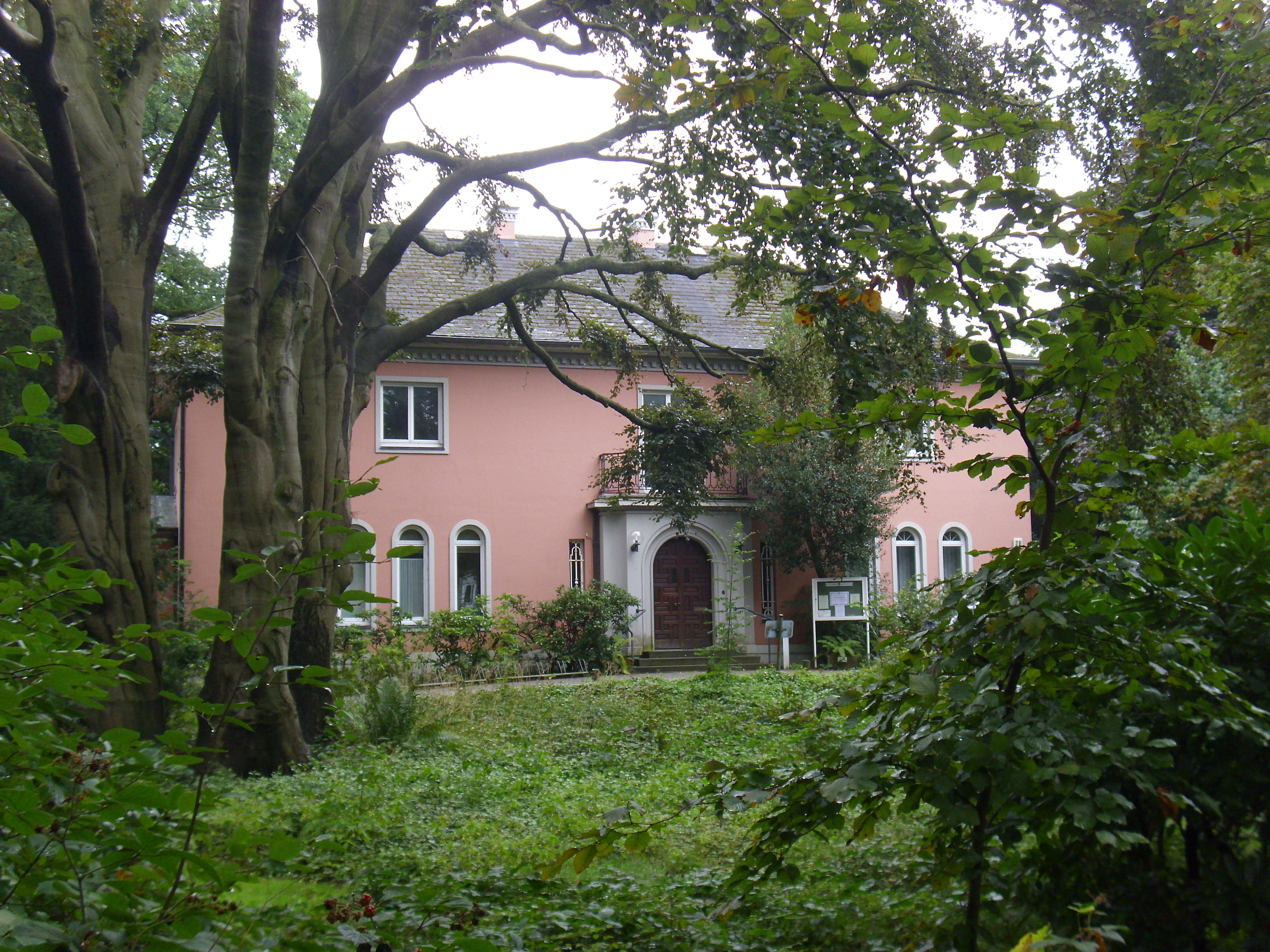
Ohlendorff’sche Villa (1928)

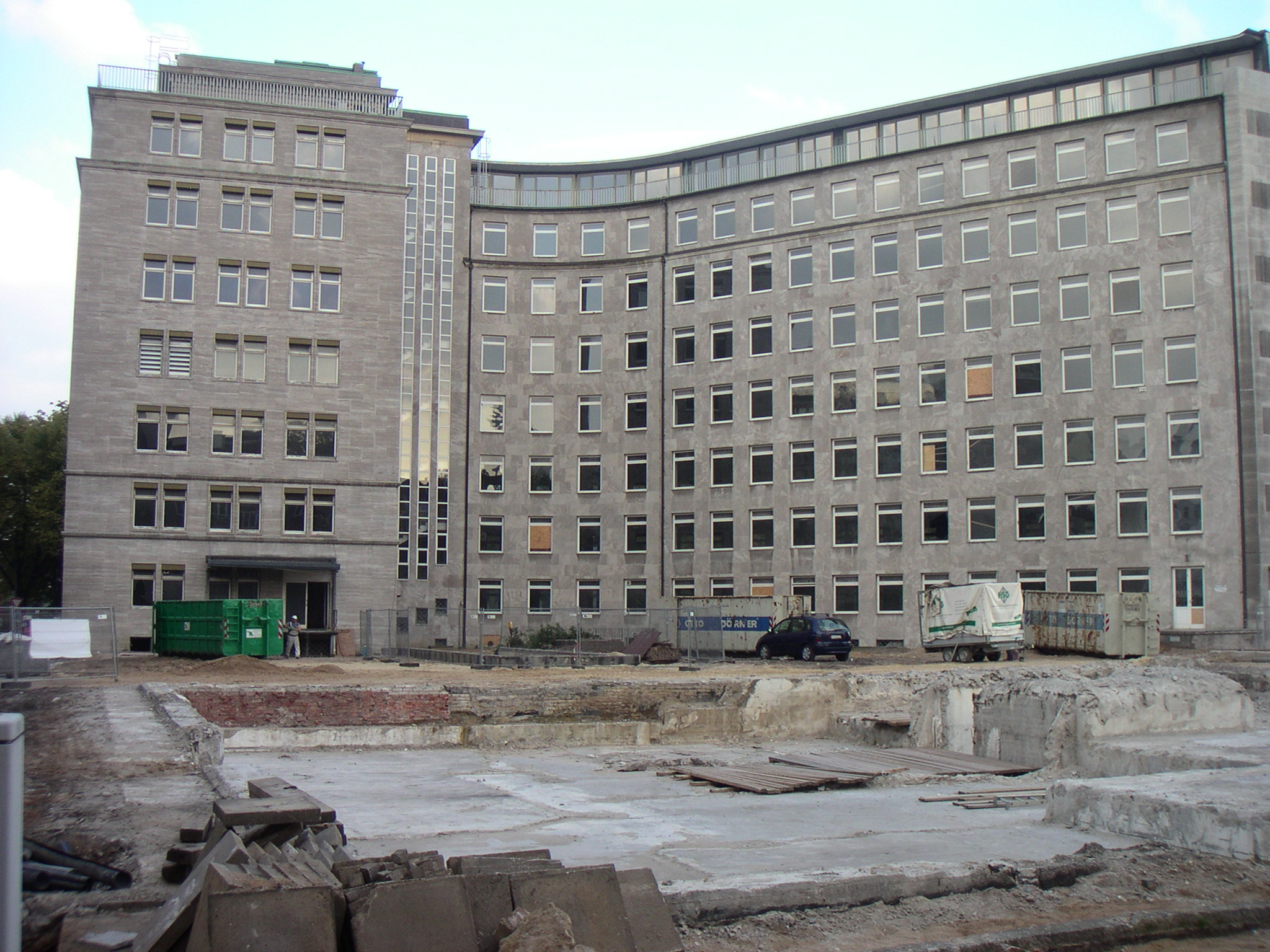
Verwaltungsgebäude für die Hamburg-Mannheimer Versicherung (1930–1960)

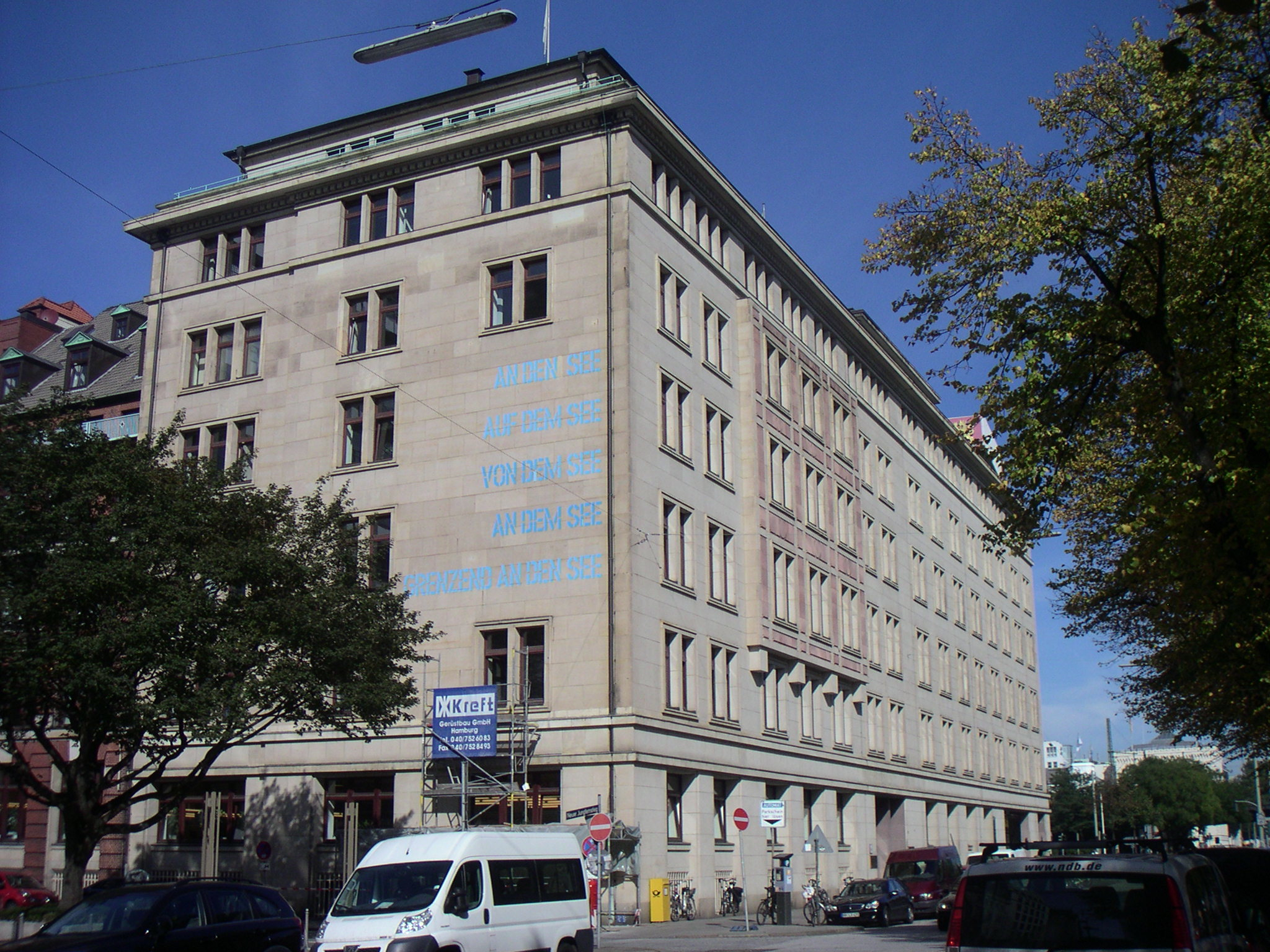
Ehemaliges Esso-Haus (1938)

## Leben
Elingius absolvierte von 1898 bis 1902 ein Architekturstudium in Karlsruhe und München. Von 1902 bis 1904 war er im Büro von Hermann Billing in Karlsruhe tätig.
1904 trat Elingius in das 1887 gegründete Hamburger Architekturbüro Frejtag & Wurzbach ein, das ab 1910 als Frejtag & Elingius firmierte. Hier begründete er eine durch englische Vorbilder inspirierte Tradition des gehobenen Einfamilienhausbaus, die über Jahrzehnte Gültigkeit besaß.
Elingius war Mitglied im Deutschen Werkbund und förderte den 1901 als einen der ersten Heimatschutzvereine gegründeten Verein für Vierländer Kunst und Heimatkunde. Er entwarf vorwiegend Backsteinfassaden mit klassizistischen Details und neigte damit zum Konservativen. Er zeigte sich aber auch der klassischen Moderne gegenüber aufgeschlossen, wie an einigen Siedlungsbauten und zum Beispiel an einem positiven Gutachten zum umstrittenen Landhaus Michaelsen von Karl Schneider ersichtlich wird.
1921 trat Gottfried Schramm in das Büro ein; die Partnerschaft erfolgte nach dem Tode von Leon Frejtag 1927 mit der Kurzbezeichnung Elingius & Schramm. Arbeitsgebiete waren vor allem Einfamilienhäuser (Villen, Landhäuser), Kontorhäuser und öffentlich geförderter Wohnungsbau.
Zum 1. Mai 1933 trat Elingius der NSDAP bei (Mitgliedsnummer 2.727.344). 1939 wurde das Büro von Konstanty Gutschow mit Gutachten und Teilentwürfen zu den Planungen zur Neugestaltung Hamburgs im Rahmen des „Führerstadt-Programms“ beauftragt (unter anderem Entwurf für eine Fahrgastanlage am Nordufer der Elbe).
Nach dem Zweiten Weltkrieg setzte es seine Tätigkeit mit Verwaltungsgebäuden, Einfamilienhäusern und Geschosswohnungsbauten fort. Elingius’ Mitgliedschaft in der NSDAP führte jedoch zum Entzug des Entwurfsauftrags für den Sitz der britischen Militärverwaltung, die späteren Grindelhochhäuser, auch der Versuch einer Neuetablierung des Bundes Hamburger Architekten scheiterte.
Als Erich Elingius 1948 starb, setzte Gottfried Schramm die Arbeitsgemeinschaft mit dessen Sohn Jürgen Elingius fort, der 1939 bereits pro forma als Juniorpartner dem Büro beigetreten war. Die neue Partnerschaft trug die Kurzbezeichnung Schramm & Elingius. Das Büro besteht bis heute.
Erich Elingius wurde auf dem Friedhof Nienstedten beigesetzt. Im Hamburger Stadtteil Bergedorf wurde 1979 der Elingiusplatz nach ihm benannt. Diese Benennung wurde durch einen Senatsbeschluss vom April 2024 aufgrund einer Studie der „Kommission zum Umgang mit NS-belasteten Straßennamen in Hamburg“ rückgängig gemacht. Der Platz trägt nun den Namen Otto-Möller-Platz nach dem gleichnamigen Widerstandskämpfer gegen den Nationalsozialismus.

## Bauten in Hamburg
- Mehrfamilienhaus Rosenhagenstraße 2
- 1906: Kontorhaus, Schauenburgerstraße 15[6]

- 1907–1908: Kontorhaus Rödingsmarkt 19[7]
- 1908–1910: U-Bahnhof Berliner Tor am Westphalensweg (1964 abgerissen)[8]
- 1908–1910: Umbau der Mutzenbecher-Villa, Bondenwald 110 im Niendorfer Gehege
- 1908: Haus Seip, Reventlowstraße in Othmarschen (Frejtag & Wurzbach)[9]
- 1909: Häuser für Stachow Erben, Reinbeker Weg 61–67 in Bergedorf[9]
- 1909: Villa Von-Anckeln-Straße 4[6] in Bergedorf[9]
- 1910: Haus Köllisch, Kösterbergstraße 12 in Blankenese[9]
- 1910: Haus Meyer, Alte Hege 5[9] in Aumühle
- 1910–1911: Kontorhaus Neuer Wall 32[9]
- 1911: Kontorhaus Schauenburger Straße 21[6]
- 1911: Haus Möller, Reventlowstraße 5 in Othmarschen[9]
- 1916–1917: Privatklinik für Dr. A. Calmann, Johnsallee 68 in Rotherbaum[10]
- 1920: Backsteinbau Dörpfeldstraße 36 in Osdorf[11]
- 1922: Haus Blohm, Bebelallee 141 in Alsterdorf[9][12]
- 1922: Wohnhaus Klein Flottbeker Weg 89 in Othmarschen[11]
- 1923: Haus Strassburger, Goernestraße 37 in Eppendorf[13]
- 1922–1923: Haus Stahl, Bebelallee 12 in Winterhude[9][12]
- 1923–1924: Haus Hinrichsen, Bebelallee 14 in Winterhude[9]
- 1925: Wohnhaus Haselknick 22 in Wohldorf-Ohlstedt[10]
- 1925–1926: Haus Sellschopp, Am Mühlenteich 17 in Wentorf[9]
- 1926–1927: Versuchshäuser der Vulcan-Werft, Soltstücken 2–4 in Fuhlsbüttel[9][6]
- 1926–1927: Siedlungsbau Veddeler Brückenstraße in Veddel
- 1926–1927: Siedlungsbau Wilhelmsburger Straße 77–94 (mit Hermann Höger)
- 1927: Landhaus Westerkamp, Saselbergweg 15 in Sasel[6]
- 1928: Umbau der Eingangshalle des Verwaltungsgebäudes der HAPAG Ballindamm 25[9]
- 1928: Ohlendorff’sche Villa, Im Alten Dorfe 28 in Volksdorf[10]
- 1930: Golfklubhaus Falkenstein, In den Bargen 59 in Rissen[9]
- 1930–1960: Verwaltungsgebäude für die Hamburg-Mannheimer Versicherung, Alsterufer 1/3[14]
- 1935: Wohnhausgruppe an der Fontenay-Allee in Rotherbaum[2]
- 1938: Erweiterung des Esso-Hauses, Neuer Jungfernstieg 21, Esplanade 2–4, Fehlandstraße 2[7]
- 1939: Umbau und Erweiterung eines Landsitzes für den Reeder John T. Essberger in Trittau[15]
- 1939: Einfamilienhaus in Hamburg-Nienstedten[16]
- 1940: Verwaltungsgebäude der der Firma Kopperschmidt & Söhne, Wandsbeker Straße 13[6]

## Schriften
- Leon Frejtag, Erich Elingius (Hrsg.): Architekten Frejtag & Elingius Hamburg. Hamburg um 1920.
- Erich Elingius (Hrsg.): Die Palmaille in Altona–Ein Kulturdokument des Klassizismus. Johann Trautmann Verlag, Hamburg 1938.
- Hamburger Bauten in zwei Jahrzehnten. Arbeiten von Erich Elingius und Gottfried Schramm. Druckerei Petermann, Hamburg 1938.